# Tornei di tennis maschili indipendenti nel 1984
Nel i tornei di tennis maschili indipendenti del 1984 facevano parte del World Championship Tennis 1984 e del rivale Volvo Grand Prix 1984, ma molti non erano inseriti in nessun particolare circuito.

## Calendario

### Gennaio
| Settimana  | Torneo                                                                        | Vincitore                 | Finalista    | Semifinalisti | Eliminati ai quarti |
| ---------- | ----------------------------------------------------------------------------- | ------------------------- | ------------ | ------------- | ------------------- |
| 8 gennaio  | Challenge of Champions 1984 Rosemont, USA Sintetico indoor Singolare - Doppio | Jimmy Connors 6-3 6-2 6-1 | Andres Gomez |               |                     |
| 8 gennaio  | Challenge of Champions 1984 Rosemont, USA Sintetico indoor Singolare - Doppio |                           |              |               |                     |
| 22 gennaio | Governors Cup 1984 San Juan, Porto Rico Sintetico indoor Singolare - Doppio   | Ivan Lendl 6-3 6-2        | Gene Mayer   |               |                     |
| 22 gennaio | Governors Cup 1984 San Juan, Porto Rico Sintetico indoor Singolare - Doppio   |                           |              |               |                     |

### Febbraio
| Settimana   | Torneo                                                                          | Vincitore                | Finalista       | Semifinalisti                | Eliminati ai quarti |
| ----------- | ------------------------------------------------------------------------------- | ------------------------ | --------------- | ---------------------------- | ------------------- |
| 5 febbraio  | Molson Light Challenge 1984 Toronto, Canada Sintetico indoor Singolare - Doppio | Ivan Lendl 6-0 6-2 6-4   | Yannick Noah    | Wojciech Fibak Jimmy Connors |                     |
| 5 febbraio  | Molson Light Challenge 1984 Toronto, Canada Sintetico indoor Singolare - Doppio |                          |                 | Wojciech Fibak Jimmy Connors |                     |
| 18 febbraio | Sydney Round Robin Championships 1984 Sydney, Australia Singolare - Doppio      | John McEnroe 6-3 6-3 6-3 | Guillermo Vilas |                              |                     |
| 18 febbraio | Sydney Round Robin Championships 1984 Sydney, Australia Singolare - Doppio      |                          |                 |                              |                     |

### Marzo
Nessun evento

### Aprile
| Settimana | Torneo                                                               | Vincitore                | Finalista    | Semifinalisti              | Eliminati ai quarti |
| --------- | -------------------------------------------------------------------- | ------------------------ | ------------ | -------------------------- | ------------------- |
| 5 aprile  | Torneo di Osaka 1984 Osaka, Giappone Singolare - Doppio              | John McEnroe 7-6 0-6 6-3 | Yannick Noah |                            |                     |
| 5 aprile  | Torneo di Osaka 1984 Osaka, Giappone Singolare - Doppio              |                          |              |                            |                     |
| 8 aprile  | Suntory Cup 1984 Tokyo, Giappone Sintetico indoor Singolare - Doppio | Ivan Lendl 6-4 3-6 6-2   | John McEnroe | Yannick Noah Jimmy Connors |                     |
| 8 aprile  | Suntory Cup 1984 Tokyo, Giappone Sintetico indoor Singolare - Doppio |                          |              | Yannick Noah Jimmy Connors |                     |

### Maggio
| Settimana | Torneo                                                    | Vincitore                | Finalista      | Semifinalisti | Eliminati ai quarti |
| --------- | --------------------------------------------------------- | ------------------------ | -------------- | ------------- | ------------------- |
| 1º maggio | Torneo di Rabat 1984 Rabat, Marocco Singolare - Doppio    | Yannick Noah 6-7 6-4 6-2 | José Higueras  |               |                     |
| 1º maggio | Torneo di Rabat 1984 Rabat, Marocco Singolare - Doppio    |                          |                |               |                     |
| 13 maggio | Gunze Open 1984 Kōbe, Giappone Sintetico indoor Singolare | Björn Borg 6-2 6-2       | Harold Solomon |               |                     |

### Giugno
Nessun evento

### Luglio
Nessun evento

### Agosto
| Settimana | Torneo                                                            | Vincitore                | Finalista    | Semifinalisti | Eliminati ai quarti |
| --------- | ----------------------------------------------------------------- | ------------------------ | ------------ | ------------- | ------------------- |
| 26 agosto | Torneo di Westchester 1984 Westchester, USA Singolare - Doppio    | Vitas Gerulaitis 7-6 6-2 | Chip Hooper  |               |                     |
| 26 agosto | Torneo di Westchester 1984 Westchester, USA Singolare - Doppio    |                          |              |               |                     |
| 26 agosto | Hamlet Challenge Cup 1984 Jericho, USA Cemento Singolare - Doppio | Ivan Lendl 6-2 6-4       | Andres Gomez |               |                     |
| 26 agosto | Hamlet Challenge Cup 1984 Jericho, USA Cemento Singolare - Doppio |                          |              |               |                     |

### Settembre
Nessun evento

### Ottobre
Nessun evento

### Novembre
| Settimana   | Torneo                                                                                    | Vincitore              | Finalista     | Semifinalisti | Eliminati ai quarti |
| ----------- | ----------------------------------------------------------------------------------------- | ---------------------- | ------------- | ------------- | ------------------- |
| 18 novembre | European Community Championships 1984 Anversa, Belgio Sintetico indoor Singolare - Doppio | Ivan Lendl 6-2 6-1 6-2 | Anders Järryd |               |                     |
| 18 novembre | European Community Championships 1984 Anversa, Belgio Sintetico indoor Singolare - Doppio |                        |               |               |                     |
| 25 novembre | Rio Tennis Challenge 1984 Canberra, Australia Sintetico indoor Singolare - Doppio         | Mats Wilander 7-5 7-6  | Ivan Lendl    |               |                     |
| 25 novembre | Rio Tennis Challenge 1984 Canberra, Australia Sintetico indoor Singolare - Doppio         |                        |               |               |                     |

### Dicembre
Nessun evento